# 默瑟岛高中
默瑟岛高中（英語：Mercer Island High School）是位于美国华盛顿州默瑟岛的一所公立高中，屬於默瑟岛学区。
截至2018-19學年，該學校的註冊人數為1,552名學生，有77.5名全職教師（基於FTE），學生與教師的比例為20.0:1。有44名學生（佔註冊人數的2.8%）有資格吃免費午餐，而有13名學生（佔學生總數的0.8%）有資格吃減價午餐。 

## 獎項和表彰
在2006-07學年，美國教育部授予莫瑟島高中卓越藍絲帶獎。  

## 音乐表演
默瑟岛高中以其音乐表演和樂儀隊而闻名。 1993 年參加第 104 屆玫瑰花車遊行時，樂儀隊首次站上國家的舞台。   2006 年，樂儀隊返回帕薩迪納參加第 117 屆玫瑰花車遊行。 由於下了近50年來最大的雨，活動被取消。  2011年，默瑟島高中樂儀隊應邀前往倫敦參加2011年元旦遊行和節日活動       次年，軍樂隊參加了 2012 年玫瑰花車遊行。 同年秋天，在 11 月 4 日西雅圖海鷹隊與明尼蘇達維京人隊的橄欖球比賽的中場時與紐波特高中（Newport High School）一起表演。  2014年春天，樂隊去不列顛哥倫比亞省維多利亞市參加第116屆維多利亞日遊行。 同年秋季，默瑟島和紐波特高中以及西達高中（Cedarcrest High School）一起在12月14日海鷹隊對陣舊金山49人隊的足球比賽中進行了中場表演  2015年，樂儀隊和樂團的成員們前往澳大利亞參加了澳大利亞國家樂隊錦標賽   2017年，行進樂隊再次回到維多利亞市參加了第119屆維多利亞日遊行。  2019年，樂儀隊再次回到了帕薩迪納參加了新年玫瑰花車大遊行  ，並在同年10月10日的西雅圖海鷹隊對洛杉磯公羊隊的比賽中進行了一場特別的中場表演，向長期支持球隊的老闆和默瑟島居民保羅·艾倫（Paul G. Allen）致敬。  2020年，樂儀隊原定參加第123屆維多利亞節日遊行，但由於新冠疫情大流行，該活動被取消。 2021 年 9 月 19 日，行進樂隊將再次參加 2021 年海鷹隊主場對陣田納西泰坦隊的揭幕戰，與Macklemore 和歌手兼吉他手 Ayron Jones 一起在賽前和中場登台演出。 

## 運動

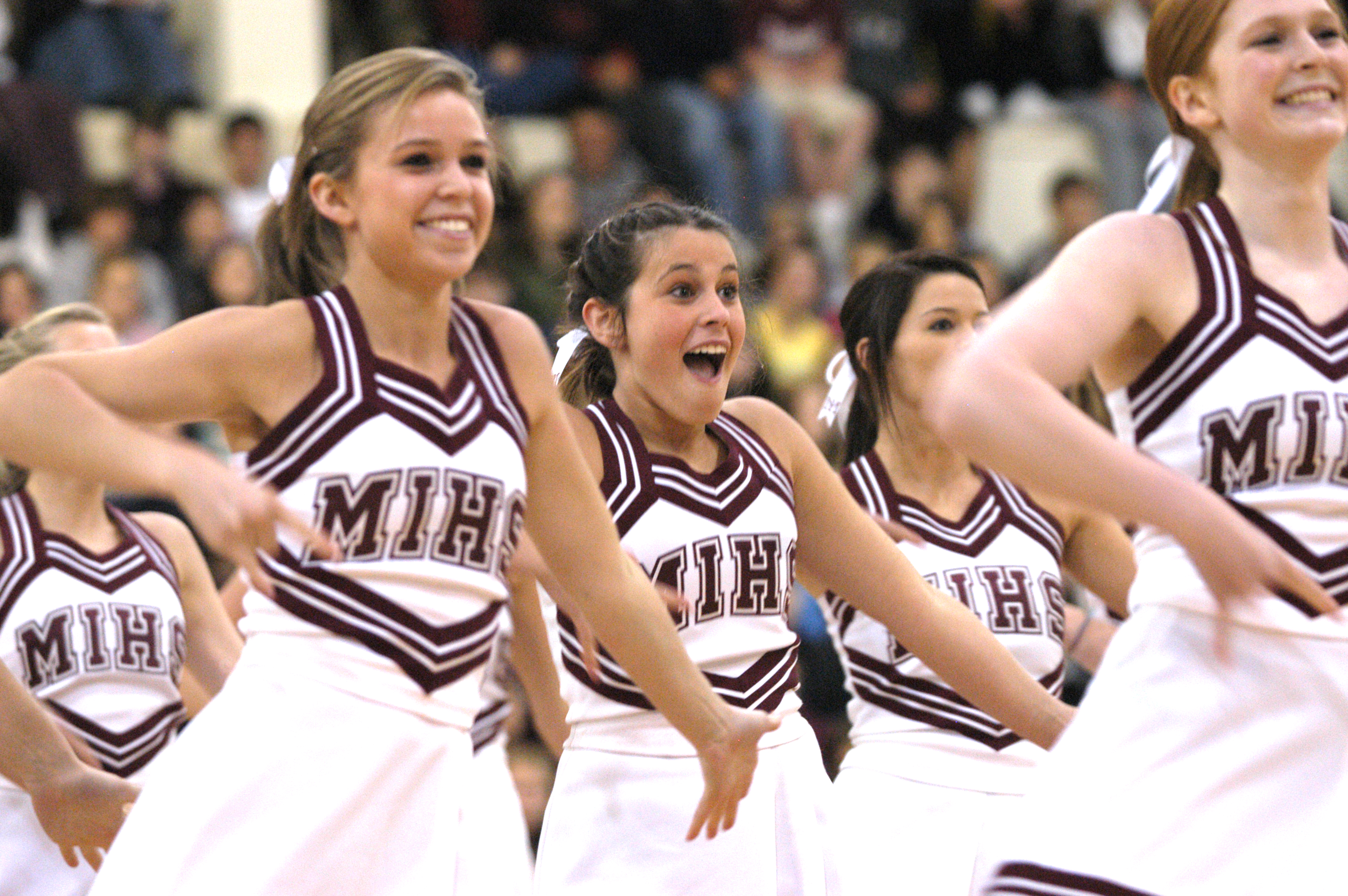
啦啦队

2005-06學年，憑藉男子田徑、男子高爾夫球、男子游泳和跳水以及男子網球的州冠軍勝利，默瑟岛高中榮獲華盛頓州校際體育協會頒發的3A威爾斯法哥銀行學術杯冠軍榮譽。 
男子曲棍球隊曾於1996年贏得WHSBLA第二級州冠軍（在錦標賽決賽中擊敗了瓦肖島高中），並於2001年（對陣班布里奇高中）、2004年（對陣班布里奇）、2005年（對陣伊薩夸高中）、2006年（對陣伊薩夸高中）、2011年（對陣班布里奇高中）和2015年（對陣貝爾維尤高中）贏得WHSBLA第一級冠軍。 
女子游泳和跳水隊在2009年取得了不敗戰績，並最終贏得了州冠軍。男子游泳和跳水隊在2009-2010賽季中也保持不敗，並連續第五次贏得了州冠軍。
自1972年以來，女子和男子網球隊一共贏得了41次州冠軍。女子網球隊贏得了25個州冠軍，並入選華盛頓州校際體育協會名人堂。 
2006年，曾由華盛頓州歷史上勝利場次最多的教練Ed Pepple帶領的籃球隊經歷了38年來首個失利的賽季。
1981年，默瑟島籃球隊在AAA級別的州決賽中輸給了謝德爾公園隊，結果卻引起了爭議。默瑟島64-65落後，謝德爾公園隊在最後一秒出手，反超比分，但有人認為謝德爾公園隊出手時比賽應該已經結束。  
在2006-07年度的NISCA全國雙人賽團隊排名中，男子游泳名列第一。 
在1970年代，梅瑟島高中的吉祥物是「熱帶勇士」，但由於被認為具有冒犯性，此後就沒有再使用過這個吉祥物了。 

## 知名校友
- Bill Anschell ('77)，爵士鋼琴家和作曲家。 [38]
- Mark Bathum ('77)，參加過兩次冬季殘奧會、兩次世界杯和兩次世界錦標賽的殘奧會高山滑雪運動員。 [39]
- Daniel Bonjour ('99)，演員、導演、作家。 [40]
- 马特博伊德（生于 1991 年），底特律老虎隊的職業棒球投手。 [41]
- Steve Bunin ('92)， ESPN評論員[42]
- Travis DeCuire （生于 1970 年），蒙大拿大學籃球隊主教練。 [43]
- 斯坦利·安·鄧納姆('60)，美國前總統巴拉克·歐巴馬的母親[44] [45]
- Jean Enersen （生于 1944 年），在西雅圖KING-TV工作了 48 年的記者。 [46]
- Josh Fisher ('00)，前職業籃球運動員[47]
- Caroline Fraser ('79)，獲得2018 年普立茲傳記或自傳獎的作家。 [48]
- Pétur Guðmundsson （生于 1958 年），冰島前職業籃球運動員和教練，是第一位在 NBA 打球的冰島人。 [49]
- Alex Goyette ('07)，電影編劇，導演。 [50]
- Adrian Hanauer （生于 1966 年），Pacific Coast Feather Co. 的所有者， 西雅圖海灣者足球的大股東和總經理。 [51]
- 比尔·汉森（Bill Hanson ，生于 1940 年左右），退役職業籃球運動員，效力於皇家馬德里籃球隊。  [52]
- Steve Hawes ，在NBA效力十个赛季（1974-84），效力於休斯頓火箭隊、波特蘭開拓者隊、亞特蘭大老鷹隊和西雅圖超音速隊[53]
- 大卫·柯特曼('01)，新奧爾良聖徒隊的後衛[54]
- Aaron Levie ('03)， Box.net的联合创始人[55]
- Ben Mahdavi ('98)，前NFL線衛和長開球手。 [56]
- Joel McHale ('91)，演员， NBC的劇《社區》中的的Jeff Winger ， E!的主持人娛樂電視的湯。 [57]
- 乔丹·莫里斯('13)，美國男子國家足球隊和西雅圖海灣人隊的球員。 [58]
- Annie Parisse ('93)，曾出演《法律與秩序》和《讓世界轉動》的女演員[59]
- Steve Penny （生于 1964 年），商人和體育行政人員，2005 年至 2017 年擔任美國體操協會總裁兼首席執行官[60]
- Owen Pochman ('95)，紐約巨人隊和舊金山 49 人隊的橄欖球運動員[61]
- Nancy Ramey （生于 1940 年），代表美國參加1956 年澳大利亞墨爾本夏季奧運會的游泳運動員，她在100 米蝶泳比賽中獲得銀牌。 [62]
- 安妮·罗塞里尼, 電影製片人[63]
- 伊桑桑德勒('91)，作家和演員。 [64]
- Avi Schiffmann ('21)，程式設計師。 [65] [66] [67] [68] [69] [70] [71] [72] [73]
- Dylan Smith ('03)， Box.net的聯合創始人[55]
- 奎因·斯奈德('85)，NBA猶他爵士隊主教練[74]
- 戈登·桑德兰('75)，美國駐歐盟大使[75]
- 达比·斯坦奇菲尔德，女演員[76] [77] [78]
- 戴夫·温豪斯 (Dave Wainhouse) ，('85) 前MLB球員（蒙特利爾博覽會隊、西雅圖水手隊、匹茲堡海盜隊、科羅拉多洛磯隊、聖路易斯紅雀隊） [79]
- Mary Wayte ，('83) 1984 年奧運會 200 米自由泳金牌得主[80]
- 肖恩·怀特('99)，西雅圖水手隊的投手。 [81]
- Peter Daniel Young ('95)，動物權利活動家。 [82]

## 著名教师
- Gillian d'Hondt （生于1982年），女籃教練，歐洲職業女籃運動員。 [83]
- Sheryl Swoopes （生于1971年），前職業籃球運動員，是第一個在WNBA簽約的球員。 [84]